# Vincent Cossée de Maulde
Vincent Marie Joseph Fernand Eleuthère Ghislain Cossée de Maulde ook genaamd Cossée de Maulde Dumortier (Doornik, 31 maart 1894 - 24 juli 1984) was een Belgisch volksvertegenwoordiger, senator en burgemeester.

## Levensloop
Burggraaf Vincent Cossée was een kleinzoon van Armand Cossée de Maulde. Zijn ouders waren Octave Cossée de Maulde (1867-1947) en gravin Marguerite Dumortier (1869-1940).
Hij trouwde met Eve le Hardy de Beaulieu (1896-1984) en ze hadden een dochter die in 1942 trouwde met Jehan de Villegas de Saint-Pierre Jette.
Vincent werd in 1921 gemeenteraadslid en burgemeester van Ramegnies-Chin.
In 1936 werd hij verkozen tot katholiek volksvertegenwoordiger voor het arrondissement Doornik en oefende dit mandaat uit tot in 1946. Dat jaar werd hij verkozen tot PSC-senator voor hetzelfde arrondissement en bleef dit tot in 1954. 
In 1930 kreeg hij vergunning om bij zijn naam Dumortier te voegen, ter herinnering aan de familienaam van zijn moeder, die aan het uitsterven was.